# Suuwassea
Suuwassea emiliae
Genre
Espèce
Suuwassea est un genre éteint de dinosaures sauropodes diplodocoïdes, de la famille des Dicraeosauridae. Il vivait au cours du Jurassique supérieur dans le Montana où il a été découvert dans la formation géologique de Morrison.
Une seule espèce est rattachée au genre, Suuwassea emiliae, décrite par Jerald D. Harris (d) et Peter Dodson en 2004

## Étymologie
Le nom de genre Suuwassea est un mot de la langue Crow, celle d'une tribu amérindienne, les Crows, sur le territoire de laquelle le fossile a été découvert. Le mot est dérivé du terme suuwassa de cette langue, formé des mots suu, « tonnerre » et wassa, « ancien », peut se traduire par le « premier coup de tonnerre du printemps ».
Le nom spécifique de l'espèce, emiliae, a été choisi en l'honneur d'Emilie deHellebranth (1914–2001) qui a généreusement financé les expéditions de 1999 et 2000 durant lesquelles a été découvert le spécimen.

## Découverte

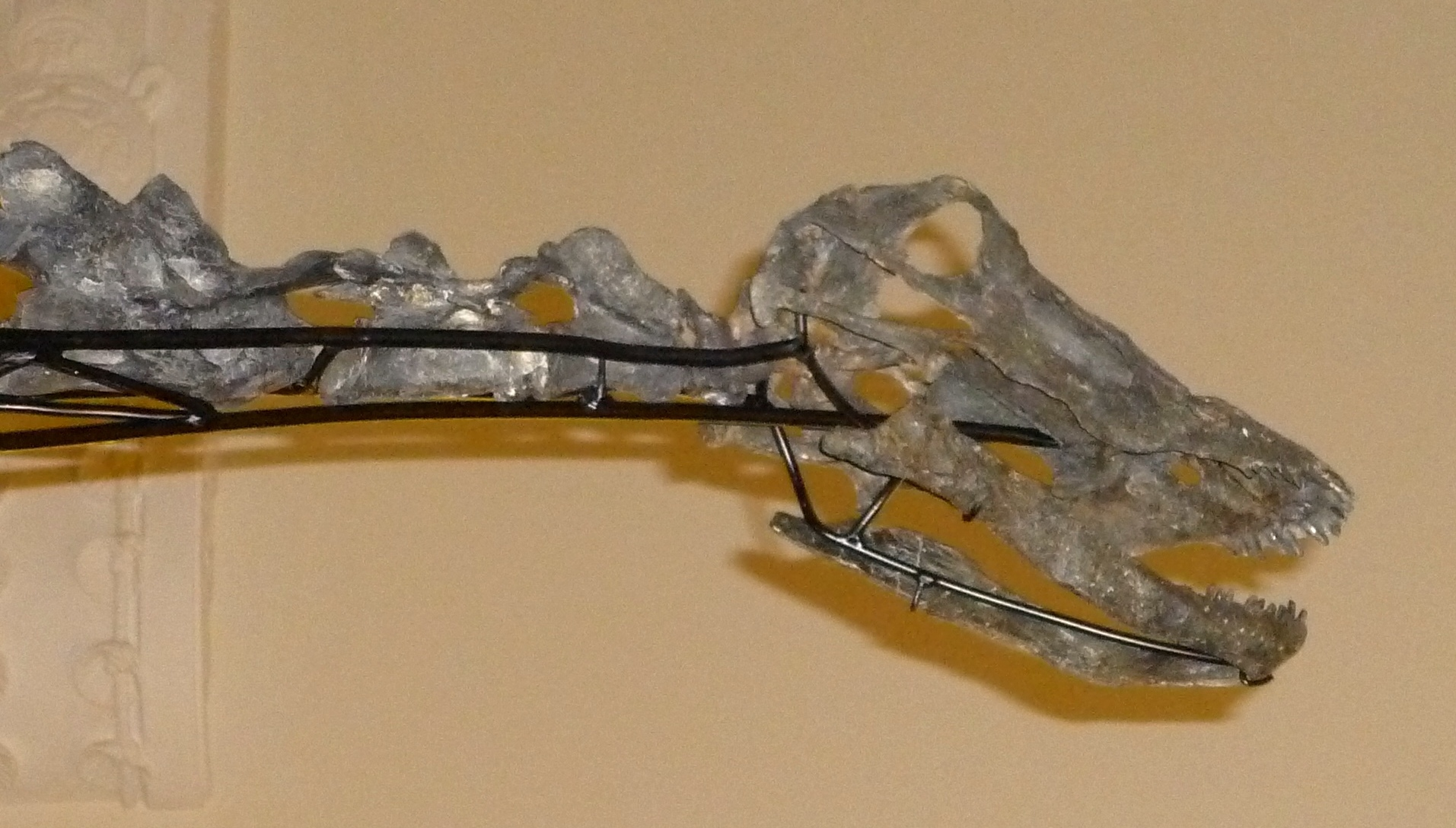
Crâne de Suuwassea emiliae.

Les restes fossiles de l'animal ont été découverts dans le comté de comté de Carbon dans le Montana. Les fossiles ont été trouvés lors de campagnes de fouilles en 1999 et 2000. Il s'agit d'un squelette partiel, désarticulé, incluant des séries incomplètes de vertèbres et de membres.

## Description

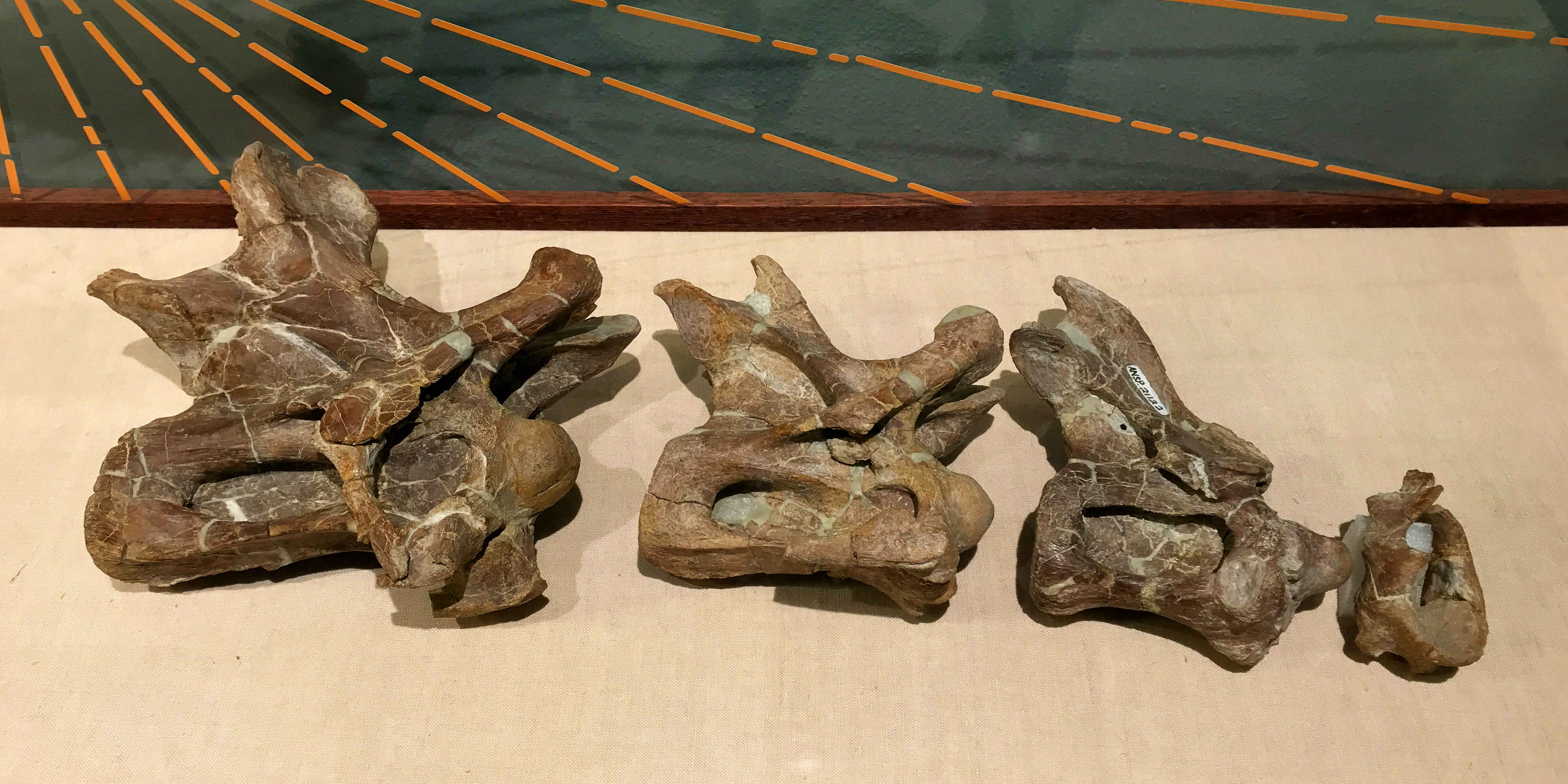
Photos des vertèbres cervicales n°1 à 4.

Suuwassea est un sauropode d'une longueur estimée à environ 21 mètres pour une masse de 24 tonnes selon Thomas Holtz en 2011. Son crâne et ses vertèbres présentent des caractères à la fois présents chez les Dicraeosauridae et les Diplodocidae , deux familles en groupe frère au sein des Diplodocoidea.

## Classification
La description originale de Suuwassea en 2004 le place comme Flagellicaudata incertae sedis, les auteurs n'ayant pu trancher entre une attribution aux dicraeosauridés ou aux diplodocidés.
En 2008, une étude phylogénétique de David M. Lovelace et ses collègues en font un diplodocidé de la sous-famille des Apatosaurinae.
En 2011 puis 2015, les analyses phylogéniques suivantes le placent dans la famille des Dicraeosauridae (J. A. Whitlock en 2011, et Emanuel Tschopp et ses collègues en 2015).
En 2010, Galiano et Albersdörfer l'ont renommé Amphicoelias emilieae. Plusieurs études n'ont pas retenues ce nouveau nom, notamment : L. M. Ibiricu, G. A. Casal, M. C. Lamanna, R. D. Martínez, J. D. Harris and K. J. Lacovara (2012), E. Tschopp and O. Mateus (2013) et bien d'autres. Dans leur étude publiée en 2021, G. J. Windholz, M. A. Baiano, F. Bellardini and A. Garrido ont corrigé le point de vue de Galiano et Albersdörfer et l'ont à nouveau renommé officiellement Suuwassea emilieae.

### Cladogramme
Le cladogramme ci-dessous, limité aux Dicraeosauridae, est issu de l'analyse phylogénétique des Diplodocoidea réalisée par Emanuel Tschopp, Octavio Mateus et Roger B.J. Benson en 2015. Suuwassea y apparaît comme le plus basal des dicraeosauridés après Dyslocosaurus, le seul autre genre nord-américain de cette famille :
|  | Suuwassea emilieae     |
|  |                        |
|  | Dystrophaeus viaemalae |
|  |                        |

|  | Brachytrachelopan mesai                                                          |
|  |                                                                                  |
|  | \| \| Amargasaurus cazaui \| \| \| \| \| \| Dicraeosaurus hansemanni \| \| \| \| |
|  |                                                                                  |
|  | Amargasaurus cazaui                                                              |
|  |                                                                                  |
|  | Dicraeosaurus hansemanni                                                         |
|  |                                                                                  |

|  | Amargasaurus cazaui      |
|  |                          |
|  | Dicraeosaurus hansemanni |
|  |                          |

|  | Suuwassea emilieae     |
|  |                        |
|  | Dystrophaeus viaemalae |
|  |                        |

|  | Brachytrachelopan mesai                                                          |
|  |                                                                                  |
|  | \| \| Amargasaurus cazaui \| \| \| \| \| \| Dicraeosaurus hansemanni \| \| \| \| |
|  |                                                                                  |
|  | Amargasaurus cazaui                                                              |
|  |                                                                                  |
|  | Dicraeosaurus hansemanni                                                         |
|  |                                                                                  |

|  | Amargasaurus cazaui      |
|  |                          |
|  | Dicraeosaurus hansemanni |
|  |                          |

|  | Suuwassea emilieae     |
|  |                        |
|  | Dystrophaeus viaemalae |
|  |                        |

|  | Brachytrachelopan mesai                                                          |
|  |                                                                                  |
|  | \| \| Amargasaurus cazaui \| \| \| \| \| \| Dicraeosaurus hansemanni \| \| \| \| |
|  |                                                                                  |
|  | Amargasaurus cazaui                                                              |
|  |                                                                                  |
|  | Dicraeosaurus hansemanni                                                         |
|  |                                                                                  |

|  | Amargasaurus cazaui      |
|  |                          |
|  | Dicraeosaurus hansemanni |
|  |                          |

|  | Suuwassea emilieae     |
|  |                        |
|  | Dystrophaeus viaemalae |
|  |                        |

|  | Brachytrachelopan mesai                                                          |
|  |                                                                                  |
|  | \| \| Amargasaurus cazaui \| \| \| \| \| \| Dicraeosaurus hansemanni \| \| \| \| |
|  |                                                                                  |
|  | Amargasaurus cazaui                                                              |
|  |                                                                                  |
|  | Dicraeosaurus hansemanni                                                         |
|  |                                                                                  |

|  | Amargasaurus cazaui      |
|  |                          |
|  | Dicraeosaurus hansemanni |
|  |                          |

## Publication originale
- (en) Jerald D. Harris et Peter Dodson, « A new diplodocoid sauropod dinosaur from the UpperJurassic Morrison Formation of Montana, USA », Acta Palaeontologica Polonica, PAN et Institute of Paleobiology (d), vol. 49, no 2,‎ 2004, p. 197–210 (ISSN 0567-7920 et 1732-2421, OCLC 02051833, lire en ligne).